# Lijst van voetbalinterlands Bhutan - Iran (vrouwen)
Deze lijst van voetbalinterlands is een overzicht van alle officiële voetbalinterlands tussen de nationale vrouwenteams van Bhutan en Iran. De landen hebben tot nu toe één keer tegen elkaar gespeeld.

## Wedstrijden
| № | Plaats | Datum        | Competitie                                | Wedstrijd     | Uitslag |
| - | ------ | ------------ | ----------------------------------------- | ------------- | ------- |
| 1 | Amman  | 13 juli 2025 | Aziatisch kampioenschap 2026 kwalificatie | Iran − Bhutan | 7 − 1   |

## Samenvatting
| Competitie                           | Totaal gespeeld | Winst Bhutan | Gelijk | Winst Iran | Doelsaldo Bhutan – Iran |
| ------------------------------------ | --------------- | ------------ | ------ | ---------- | ----------------------- |
| Aziatisch kampioenschap kwalificatie | 1               | 0            | 0      | 1          | 1 − 7                   |
| Totaal                               | 1               | 0            | 0      | 1          | 1 − 7                   |

BFF · A-internationals · Bhutaans mannenelftal
2010 – 2019 · 2020 – 2029
Bangladesh ·
Hongkong ·
India ·
Jordanië ·
Laos ·
Libanon ·
Malediven ·
Maleisië ·
Nepal ·
Oezbekistan ·
Oost-Timor ·
Pakistan ·
Saoedi-Arabië ·
Singapore ·
Sri Lanka